# Eupithecia disparata
Eupithecia disparata là một loài bướm đêm trong họ Geometridae.